# Xiao (rivière)
Pour les articles homonymes, voir Xiao.
La Xiao (caractères chinois :  瀟水) est une rivière qui coule dans la province chinoise du  Hunan et qui constitue une des deux branches du cours supérieur de la rivière Xiang lui-même affluent du Yangzi Jiang. La rivière est longue de 354 kilomètres et son bassin versant a une superficie de 12 099 km². Elle prend sa source au pied du Mont Yegou et rejoint la branche occidentale de la Xiang dans la ville-préfecture de Yongzhou au niveau de l'île Ping. Le débit de la rivière est de 345 m3/s.

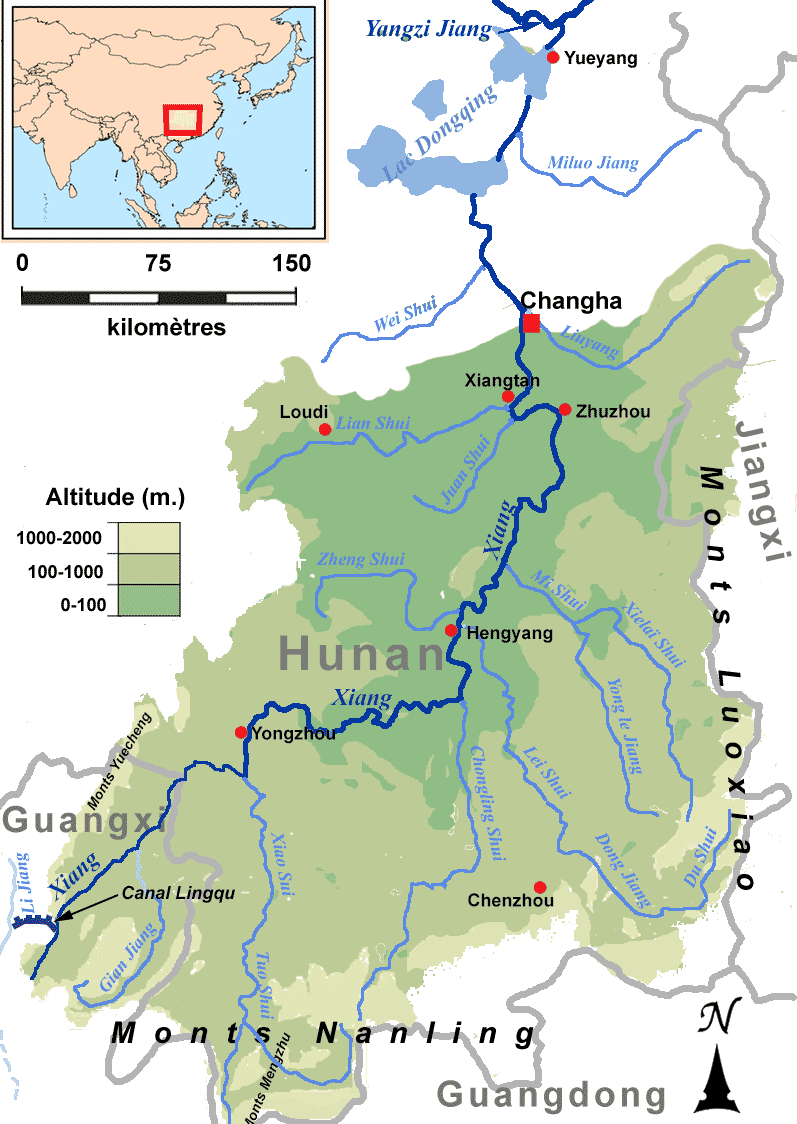
Carte du bassin versant du fleuve Xiang avec ses principaux affluents.

La première des Huit vues des rivières Xiao et Xiang, intitulée La pluie la nuit sur la rivière Xiao (瀟湘夜雨), est située le long de cette rivière.